# 库泽克斯
库泽克斯（法語：Couzeix，法語發音：[kuzɛks]），法国中南部城市，新阿基坦大区上维埃纳省的一个市镇，隶属于利摩日区，其市镇面积为30.69平方公里，2022年1月1日时人口数量为10,011人，在法国城市中排名第1,090位。
库泽克斯位于上维埃纳省中部，省会利摩日市区以北，是利摩日北部重要的卫星城，通过多条公路与之连接。

## 地名
“库泽克斯”一名可能来源于高卢语单词“Coz”或“Cos”，意为“质地坚硬的石头”，可能与当地的地址自然景观有关。
“Couzeix”的实际发音为[kuzɛks]，应译作“库泽克斯”，但《世界地名翻译大辞典》等地名翻译类书籍资料将其误译作“库泽”。

## 历史
库泽克斯历史上长期为一处普通村落，15世纪时当地的封建领主修建马斯德拉日城堡作为其庄园宅邸。法国大革命后，库泽克斯成为上维埃纳省的一个市镇。1794年，于聚拉（Uzurat）整体并入库泽克斯的市镇范围。工业革命期间，连接利摩日和库泽克斯的有轨电车建成，后因私人汽车的兴起而废弃。二战后，随着罗马人的城市扩张，库泽克斯人口逐年上升，当地新开辟了大片居民区。

## 地理

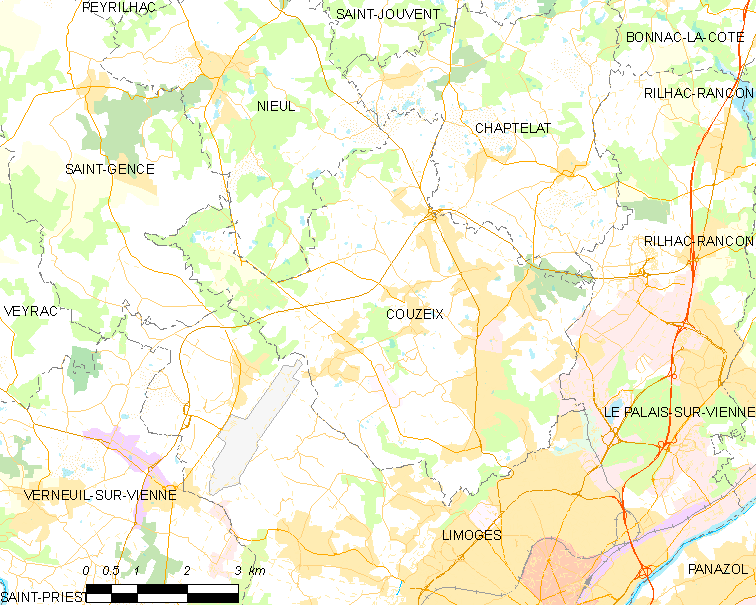
库泽克斯市镇范围地图

库泽克斯位于法国中南部偏西，新阿基坦大区东北部和上维埃纳省中部，距离省会利摩日市中心大约5公里。与库泽克斯接壤的市镇包括：沙普特拉、利摩日、尼约勒、圣让斯。

### 地形
库泽克斯位于法国中央高原西部，昂巴扎克山脉腹地，境内以丘陵为主，市镇中心地势较为平坦，全境海拔在260到440米之间。

### 水文
欧朗斯河（L'Aurence）及其支流尚皮河（Le Champy）流经境内，该河是维埃纳河的支流，属于卢瓦尔河水系。

### 植被
库泽克斯属于温带落叶林区，林地散落分布于市镇内多个区域。
在鲜花城市的评比中，库泽克斯被评为2星级鲜花城市。

### 气候
库泽克斯在柯本气候分类法中属于温带海洋性气候。

## 行政区划
库泽克斯是法国新阿基坦大区上维埃纳省的一个市镇，编号为87050。库泽克斯隶属于利摩日区和上维埃纳省第三选区，管理库泽克斯县，同时也是利摩日都会城市公共社区的办公驻地。
法国国家统计与经济研究所（简称）在进行数据统计时，将库泽克斯及相邻的另外8个市镇设为利摩日城市核心区，并将包括核心区在内的周边共96个市镇划为利摩日城市区。自2020年起，库泽克斯城市区被包含127个市镇的利摩日城市辐射区代替。此外，还将库泽克斯市镇分为了3个“块区”（IRIS），以便于统计人口分布情况。

## 交通

### 公路
法国国道N520（利摩日北部绕城公路）从库泽市区北部经过，此外多条上维埃纳省省道在库泽克斯境内交汇。
2017年，87.3%的库泽克斯家庭拥有至少一辆私人汽车。2019年，库泽克斯境内共发生各类交通事故16起，造成18人受伤。

### 铁路
距离库泽克斯最近的客运铁路车站为利摩日本笃会站。

### 航空
距离库泽克斯最近的民用航空站为利摩日机场，距离库泽克斯市中心的公路里程约6公里。

### 城市公共交通
利摩日都会公共交通集团（商业名称为）是利摩日都会城市公共社区的城市公共交通系统的管理及运营商。截至2021年4月，途径库泽克斯的线路包括利摩日公交11路、38路和39路。

## 政治
库泽克斯的现任市长为塞巴斯蒂安·拉尔谢先生（Sébastien Larcher），他是一名无党派人士，在2020年的市政选举中获得了46.95%的支持率。
在2017年的法国总统大选中，法国第25任总统埃马纽埃尔·马克龙在库泽克斯获得了75.11%的支持率。

## 人口
2018年，库泽克斯市镇人口数量为9,349，在法国排名第1,090位。其中男性4,468人，女性4,800人，75岁及以上人口占9.9%，外籍人口数量为1,470人，人口密度为305人/平方公里，当地居民被称为（男性）或（女性）。2019年，库泽克斯境内出生94人，死亡人口80人。
| 年份   | 1936  | 1946  | 1954  | 1962  | 1968  | 1975  | 1982  | 1990  | 1999  | 2006  | 2007  | 2012  | 2018  |
| ------ | ----- | ----- | ----- | ----- | ----- | ----- | ----- | ----- | ----- | ----- | ----- | ----- | ----- |
| 人口數 | 2,086 | 2,192 | 2,227 | 2,540 | 3,006 | 3,958 | 5,019 | 6,151 | 6,635 | 7,418 | 7,526 | 8,703 | 9,349 |

## 经济
库泽克斯是一个区域性的中心城市，当地共有各类用人单位1,124家，平均历史为14年，其中99.01%为中小型企业（PME）。（建筑）、（工业设备销售）及（建材销售）是当地2019年营业额最高的三个企业，分别为39,938,257欧元、23,686,953欧元和18,964,309欧元。

## 财政收入
2019年，库泽克斯的财政收入总额为8,436,250欧元，财政支出总额为6,896,750欧元，当年的债务总额为11,328,100欧元。2020年，库泽克斯共获得818,539欧元的国家财政补助，比上一年减少了0.01%。
2017年，库泽克斯的人均月收入总额为2,270欧元，其中高级职员为3,807欧元，低于法国平均水平（4,214欧元）；中级职员为2,277欧元，低于法国平均水平（2,353欧元）；普通职员为1,713欧元，高于法国平均水平（1,690欧元）。
2017年，库泽克斯境内的青壮年（15至64岁）失业率为7.4%，当地59.6%的家庭拥有纳税资格，平均纳税3,298欧元，低于法国平均水平（3,888欧元）。

## 社会事务

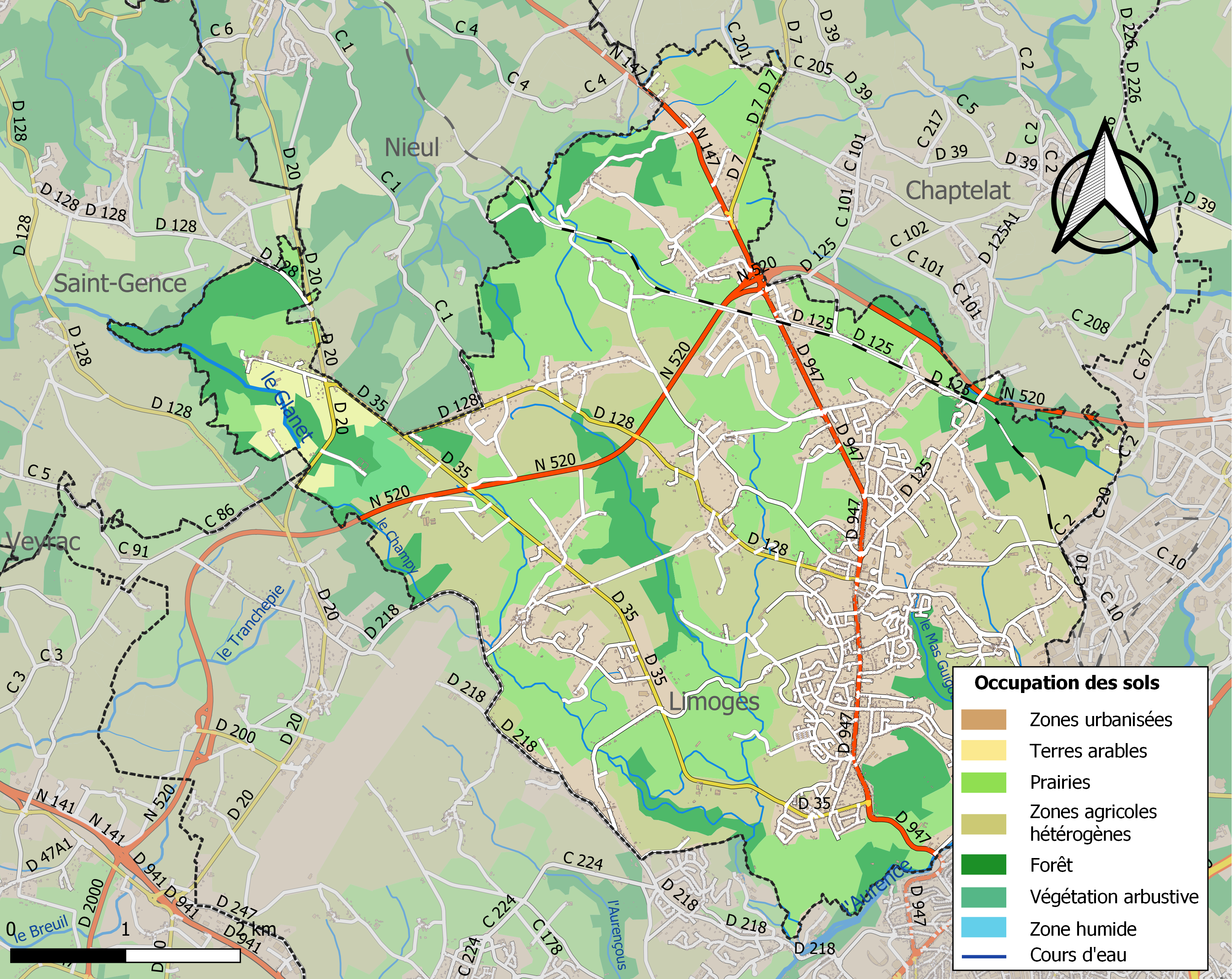
库泽克斯土地利用情况地图

### 教育
库泽克斯属于利摩日学区。截止2019年1月1日，库泽克斯境内共有2所幼儿园、1所小学和1所初级中学。2018至2019学年度，库泽克斯境内共有在校中等教育阶段学生658名。

### 医疗
截止2019年1月1日，库泽克斯境内共有全科医生9名、保健师8名、牙医4名、护士13名。境内共有药房3家、养老院1家、残疾人帮扶中心2家。
库泽克斯是“利摩日大学中心医院”的服务范围，后者是法国的一个区域性医疗机构及教学医院，其主病区“迪皮特朗医院”（Centre Hôpital de Dupuytren）位于利摩日市区，设有床位892个，是当地规模最大的公立综合性医院。

### 住房
2017年，库泽克斯境内共有各类住房4,200套，其中85%为独立式居民区，14.3%为集中式居民区。常住房屋占库泽克斯市镇范围内居民建筑总量的92.8%。
在住房保障政策方面，2017年，库泽克斯境内共有439户家庭获得了住房经济补助，受益人数占总人口数量的4.7%，其中368份为房租补助。

### 商业
2019年，库泽克斯境内共有各类实体商铺164家，其中餐厅7家、大型超市2家、杂货店1家、面包房3家、肉铺1家、书店1家、装饰品店1家、银行门店5家、美容美发店10家、汽车维修店23家。库泽克斯市区东部与利摩日城北商业中心接壤。

### 体育
2019年，库泽克斯境内共有2间体育馆、1座综合体育场、10处网球场、2处马术场、2处足球或橄榄球场以及3处篮球或排球场。
库泽克斯-沙特拉体育俱乐部（U.S. Couzeix-Chaptelat）是当地的一支足球队，2020至2021赛季参加上维埃纳省足球联赛。

### 环境
库泽克斯的环境事务由其所属的公共社区负责。2019年，库泽克斯境内暂无污染企业。

### 治安
距离库泽克斯最近的派出所和宪兵队位于利摩日境内。
2014年，库泽克斯及附近地区共发生各类案件8,591起，其中盗窃类案件5,324起，经济类案件963起，毒品交易类案件464起。

## 文化
2019年，库泽克斯境内暂无任何文化设施。

### 建筑
库泽克斯境内有多处法国国家文物保护单位，其中马斯德拉日城堡是当地的代表性建筑物。

### 旅游
库泽克斯的旅游事务由其所属的公共社区负责。2020年，库泽克斯境内共有1家宾馆共计10间房间。

### 媒体
法国主要的媒体均可在库泽克斯接收，法国电视三台下属的新阿基坦大区频道在部分时段播出库泽克斯所属区域的地方新闻。

### 活动
2016年夏季举办的“遗落在利摩日”（Lost in Limoges）狂欢节在库泽克斯举办。

## 友好城市
截至2021年4月，库泽克斯共与一座城市互为友好城市关系：
- 德国 上阿斯巴赫